# 因果性
因果性（いんがせい、英: causality）とは、二つの事象間における原因と結果という結びつきや、あるいは結びつきの有無や強さを問題にした概念である。日本語では「因果関係」ともいう。

## 概要
オックスフォード英語辞典では、causality の語義として、「結果と原因の関係」および「何事にも原因があるとする原理」の2つを挙げている。前者は、ある事象が別の事象を引き起こすと考えるとき、その事象間の関係（性）を指す。後者は、何事にも原因があるという普遍的な原理を指す。
先の事象 A が、後の事象 B の発生する仕組みを発動させる場合、A は B の原因であり、B は A の結果である。A が B の発生する仕組みを発動させない場合、A と B に因果性はなく、単なる先後関係に過ぎない。
また、先に発生する複数の事象（A1、A2、...）のうち一つでも欠けると、後に起きるはずの事象 B が発生しえない場面もある。この場合も、B の発生する仕組みが発動するならば、A1、A2、... それぞれとの間に因果性があるといえる。

一つの出来事に骨状・ツリー状に原因の連鎖を挙げ、それらを分析することで改善を図る特性要因図（工学的な観点で多数の原因や、因果の連鎖を分析する図）の一例。

人は時として思慮が足らず、一つの原因しか挙げないことがある。例えば、「今朝の寝坊は、昨日の飲み過ぎが原因である」といった考察がそうである。しかし、「昨日飲み過ぎたことが、今朝の遅刻の原因である」と言うことが適切なのかは、疑問の余地がある。例えば、昨日飲み過ぎたとしても、昨晩目覚まし時計をかけるのを忘れなければ起きられたかもしれない。その人が体質的にアルコール代謝の能力が高かったら起きられたかも知れない。また、夜中に近所で騒音がして睡眠が妨害されることが無かったら起きられたかも知れない。さらに、遮光性のカーテンを閉めて朝日が部屋に入らなかったことも原因かも知れない。その他にも、書ききれない無数の条件が揃っていたからこそ、その出来事は起きたのである。つまり、「遅刻した」という一つの出来事には実際には無数の原因が存在しているのである。このようにひとつの出来事には原因が多数あり、多数の原因が重層的に作用したり複合的に作用することでひとつのことが起きている。
なお、人々が因果関係だと信じているものの中には、実際には誤解・錯覚に過ぎず、因果関係ではないものが多数含まれている。言い換えれば、因果性に関する誤謬の一つに、同時に発生している 2つの出来事の間に因果性を認めてしまうのである。例えば、アイスクリームの消費が増える時期と水死者が増える時期はおおむね一致する。しかし、だからといって「人々がアイスクリームを食べたから、水死者が増えた」とするのは短絡的である。これは、相関関係に過ぎない。実際には、「暑い→アイスクリーム消費量が増える」「暑い→水遊びをする人が増え水死者が増える」という共通原因があるに過ぎない。

## 歴史
西洋哲学では、古来より因果性についてさまざまな考察が行われてきた。
アリストテレスは、原因を4つに分類して考察してみせた。これは、現在でも有用性が認められることがある。
一方、18世紀スコットランドの哲学者デイヴィッド・ヒュームは因果性の存在自体を疑問視した。
古代ギリシアでは、「自然はそれ自体に変化する能力がある」と理解されていた。つまり、自然は動的なもの、それ自体で変化するもの、としてとらえられていたのである。言い換えれば、「自然自体や個々の存在自体の中にも、原因・動因がある」という理解である。それは、一般的な理解であった（東洋人でも、一般的な自然理解としては、昔も今も、自然自体に変化する能力を認めている）。

### アリストテレスの説
アリストテレスは、物事が存在する原因を以下の四種類に分類した。これを四原因説と言う。
1. 素材因（質料因）
2. 形相因
3. 作用因（始動因）
4. 目的因

例えば、目前に一つの木彫りの彫刻が存在する場合、これが存在するのは、誰かが木材という「素材」を用いて、何らかの表現をする「目的」で、彫るという「作用」を加え、何らかの「形」を作り出したからである。このようにアリストテレスは、原因というものを四つに分類してみせた。
また、アリストテレスは、世界の様々な出来事の原因を、原因の原因、またさらにその原因…と遡ってゆくと、最終的に「第一原因」に辿り着く、とした。この第一原因を別の文脈では「不動の動者」と呼んでおり、この用語は「神」とほぼ同じ意味でも用いられた。

### ヒュームの因果説
西洋近代ではデイヴィッド・ヒュームが、「因果性とは、空間的に隣接し時間的に連続で、2種類の出来事が伴って起きるとき、この 2種類の出来事の間に人間が想像する（人間の心、精神の側に生まれる）必然的な結合関係のことである」とした。つまり、物事はたまたま一緒に起きているだけでも、人間が精神活動によって勝手に結びつきの設定をしている、という指摘を含んでいる。

### デカルトの説
西欧でルネ・デカルトが『世界論』を最初に構想・執筆したときも、（ギリシアの自然観同様）自然自体に発展する能力を認めた説を構築しその原稿を書いた。だが、その原稿を書き終えた後でガリレオ裁判の判決の結果を聞いたデカルトは、自身がブルジョア階級者で体制側の人間そのものでもあったこともあり、体制である教会を敵に回すことを避けるため、その説の出版は止め、説の内容を改変した。その結果、デカルトは、キリスト教的な神が必要とされるように「自然は死んでいて、常に神が働きかけることによって動いている」とする世界観となるように自説を変更してから、出版した。
もともと世の中では一般的に、力（要因・原因）には、内的な力と外的な力があるとされていた。しかし、デカルトの政治的な意図によって、それは改変された。デカルトが書いた本の説明の中では、内的な力がすっかりそぎ落とされてしまった。こうして改変された説が、同時代や後世へと大きな影響を及ぼした。その結果、「死んだものとしての自然」観、個々の存在の内的な力（動因）の記述が欠落した説明方法が登場し、世に広まってゆくことになった。

### ニュートンの説
アイザック・ニュートンも、自身の信仰によって神を考慮しつつ説を組み立てており、万有引力と関係させ「空間は神の感覚中枢 」と述べた。

### 量子力学的な説
20世紀に発展した量子力学によれば、系の量子状態は決定論的に振る舞うが、そこから得られる観測結果は確率的に振る舞う。そこでは、古典的な意味での因果律は成立せず、局所性と実在性は両立しない。このように、状態が決まっても結果は一意には決まらない、とする論などを「非決定論」と言う。

## 因果規則性説
隣接し、連続して起きる2つの出来事は、「それを述べる普遍言明の文に組み込まれるとき、因果的に結びついている」とする。ヒュームの心理的要素を除き、その代わり statement 記述の生成という点に着目している説。科学の場で記述を作りだしてゆく方法やその問題点についての示唆も与えてくれる説である。

## 単称因果言明、因果律
人間というものは、あるいは人間の頭脳というものは、規則性の記述が現前になくても、いくつかの出来事を知覚・認知しただけで、それらが因果的に結びついていると考える強い傾向を持っている。
例えば、「この医者がお産に携わった事が、この妊婦の産褥熱を引き起こした」というstatement言明がある。この言明は、たとえ「お産への従事が、全て産褥熱を引き起こす」という普遍言明（全称命題）が偽であるにしても、それとは独立に真でありうる（可能性がある）。個々の出来事は、この言明が記述する順序で起きているためである。
個々の出来事の間に因果性の関係を設定するのは、人間の精神というものが、「全ての出来事には原因がある」という考え方、いわゆる「因果律」の考え方、を前提にしているからである。
人間は日常生活を送る上では、そのような考え方、つまり「全ての出来事には原因がある」とする考え方をして、特に問題は生じはしない。だが、いざそれが本当にそうなのか、正しく論証しよう、科学的に究明しようとすると、実は非常に困難である。それが困難であることは、歴史的には、カントによる論証の試みにも現れている。
人間が「全ての出来事には原因がある」という考え方、いわゆる「因果律」の考え方、を前提にしているのは当然である。なぜなら、実際に、全ての現象はそれが現実に発生する際には必ず因果関係を伴い、結果が発生する直前の原因を欠いて「何かが生起する」ということは起こり得ない。例えばボールが転がる際には、必ず誰かが投げるなり風に吹かれるなど、直前に何らかの原因がなければ「転がる」という結果は生じ得ない。人間の行動についても、何の動機（原因）も無く行為が現実に発生することはありえない（というのも、この結論に反対する者も、反対する動機が無ければ反対するという行為が起きないであろう）。上述の産褥熱の例でも、病気が現実に起こる際にも患者の抵抗力、体調、ウイルスの存在など、直前の原因を欠いて結果は発生し得ない。しかし、例えば植物が気候・土壌・日当たりなどの条件（原因）が揃って初めて果実を付ける（結果）のと同じで、複数の原因が複合して一つの結果をもたらすのが普通である。故に、「この医者がお産に携わった事が、この妊婦の産褥熱を引き起こした」という判断は、他の原因を除外し、一つの原因を結果に影響するよりも大きく考えている点で誤謬である。というのも人間は唯一、抽象的判断を行うことができる生物なのであるが、抽象的判断は一つの要素だけを個別に抽出して思考を行うという性質であるため、それを現実に生起している出来事に適用する際に、判断力（つまり、抽象的思考を現実に生起する現象に適用する過程）で、誤謬（つまり、因果関係の間違った解釈）を犯すことがあるからである。因果関係を必然的に伴うのは、抽象的思考によって推論された過去や未来の出来事ではなく、現在において現実的に発生している現象についてである。ゆえに、原因と結果の連鎖や究極の原因などの抽象的推論が誤謬と矛盾に陥ることは、カントも証明している。

## 因果律という考え方の反事実条件法への置き換え
「全ての出来事には原因がある」と「因果律」という考え方を採用するということは、宇宙全体の性質に関して、検証も無しに、形而上学的に非常に強い主張をしてしまうことになる。このような主張を含んでしまうと、結局、証明も反証もできない言明をしてしまっているのと同じことになるので、（広く認められている反証主義の方法論を採用すると）これはもはや科学的言明ではない、ということになってしまうのである。
一般に、科学の世界では、もし途方もなく強い主張をする時は、途方もない主張を支えるに足るだけの非常に確たる証拠を示さなければならない、とされている。したがって、（科学的な方法を守り、科学的な記述を構築してゆくためには）このような主張（因果律）を含めずに済むならば、そのほうが良いのである。
また、「事象 x が、別の事象 y を引き起こした」という単称因果言明は、「この状況においては、事象 x がなければ、事象 y は起きなかったはずだ」という、条件法命題に置き換えると、「因果律」という、途方もない前提は含んでいない。
「この状況においては」という箇所の明示的な記述が必要となってくる。実は、これを厳密に行おうとすると、大きな困難が生じる。というのは、その状況というのは、つきつめると厳密には全宇宙の状態を記述しなければならないということになるからである。このように結局、因果性という概念は、本質的に形而上学的概念である。

## 因果律

### 物理学における因果律
古典物理学での因果律とは、指定された物理系において「現在の状態を完全に指定すればそれ以後の状態はすべて一義的に決まる」と主張するものであったり、「現在の状態が分かれば過去の状態も分かる」と主張するものである。
また相対性理論の枠内においては、情報は光速を超えて伝播することはなく、光速×時間の分以上離れた距離にある2つの物理系には、時間を遡って情報が飛ぶ事なしに、上記の時間内に情報のやり取りは起こらない。物理学の範疇ではこの「光速を超える情報の伝播は存在しない」という原理を同じく因果律という。
原子や分子程度の極めて小さなスケールの現象では量子力学的な効果が無視できないほど大きく、古典的な意味での因果律は完全には成り立たない。量子力学における基本方程式であるシュレディンガー方程式の解たる波動関数は、シュレディンガー方程式が満たす状態の確率振幅しか与えず、ある時点における物理的な状態が決定したとしてもその後の状態が一義的に決まるわけではないことを示している。
古典的定義から離れ因果律の定義を「時間軸上のある一点において状態関数が決まれば以降の状態関数は自然に決まる」と解釈すれば「量子論的領域でも因果律は保たれる」と言える。また、一見因果律が破れているように見える思考実験であるEPR相関においても、実際光速を超えているのは波動関数の収縮速度であり、状態関数そのものが演算子によって書き換えられる（つまり情報を受け取る）わけではなく、因果律は保たれていると言える。

### 歴史
因果律の定義は時間の定義とも密接に関係している。また、「時間」や「因果」はそれを認識する人間の主観によっても左右される。いずれにせよ、我々の感覚における「時間」に相当する性質を一部でも持つものを時間として定義し、そうして定義された時間の下で因果と因果律の概念は定義される。
人間の因果に関する認識について問題提起を行った哲学者にイギリスのディヴィッド・ヒュームがいる。彼は普段人間がある物事と物事を結びつけて考える際、先に起こった事が後の事の原因になっていると観察する暗黙の経験則に導かれているに過ぎないのではないかと疑った。つまり蓋然性は必ずしも必然性を意味しないということであり、連続して起こった偶然を錯覚している可能性があるとする。
近世になると西欧でゴットフリート・ライプニッツらによって機械論的な世界観が強く主張され、簡単化された因果律が主張された。そして、20世紀初期にはアルベルト・アインシュタインによって相対性理論が発表されたが、そこには時空連続体という概念が含まれており、因果律についても新たな観点が与えられることとなった。
19世紀末から20世紀初頭に量子力学が形成され、1926年にはエルヴィン・シュレーディンガーによってシュレーディンガー方程式が示された。シュレーディンガー方程式の解となる波動関数 Ψ の物理的解釈は明確ではなかったが、マックス・ボルンによって波動関数の絶対値の2乗 |Ψ|2 が測定値の確率分布（確率密度関数）になるという、ボルンの法則が与えられると、すべての物理現象は確率的に起こるという考えが示されるようになった。
このことは、ピエール＝シモン・ラプラスが自身の確率論の中で示した「ラプラスの悪魔」の問題とはいささか事情が異なる。「ラプラスの悪魔」とは系の情報をすべて持っている観測者のことで、ラプラスは確率的事象は観測者の知る情報量の不足によって生じると考えた。この考えは古典力学に対しては正しいが、量子力学に対しては正しくない。量子力学においては、観測者が完全な情報を得ていたとしても、系の波動関数はシュレーディンガー方程式に従って時間発展し、波動関数そのものは決定論的に振る舞うが、観測される物理現象は確率的に振る舞う。従って、量子論的な世界における因果律は、従来考えられていた古典論に則した因果律とは違ってくる。
量子力学における確率的な現象に対して、古典物理学と同じようにそれが情報の不足によって現れるとする考えと、量子論的なスケールでは根源的に物理現象は確率的にしか予測できないとする考えが示された。アインシュタインは前者の考えを支持し、1935年にアインシュタインとボリス・ポドリスキー、ネイサン・ローゼンは実在論的な物理モデルが従うべき仮定と隠れた変数理論の必要性を示した。一方、ニールス・ボーアは後者の考えを支持した。
アインシュタイン、ポドルスキー、ローゼンの示した仮定は1967年にサイモン・コッヘンとアーンスト・シュペッカーが提出したコッヘン・シュペッカー定理によって否定された。また実験的にも、1982年にアラン・アスペによってCHSH不等式が破れていることが報告され、局所実在論的な隠れた変数理論は否定された。CHSH不等式とは、ジョン・スチュワート・ベルが局所実在論的な測定モデルが満たすべき条件として導出したベルの不等式の一種であり、ジョン・クラウザー、マイケル・ホーン、アブナー・シモニー、リチャード・ホルトらによって示された不等式のことである。
因果律についてボーアは、あくまで人間的なスケールにおいて近似的に成り立っているに過ぎず、微視的なスケールでは成り立っていない、と考えていた。ボーアの考えは、当時の量子力学は原子や分子のスケールで起こる現象を中心に取り扱っていて、原子などに比して巨大な系に対する量子論的な現象が知られていなかったことによる。

### SFなどにおける因果律
因果律は、サイエンス・フィクション（SF）の分野ではしばしば扱われるテーマである。例えばタイムマシンについて、その存在により因果律が破綻することによるパラドックス（タイムパラドックス）がエッセンスとして用いられたり、または、そのようなパラドックスの「発生を防ぐ」という事が物語の主要テーマとして用いられるような例がある。
また、タイムマシンの可能性を否定する根拠として"因果律"が用いられている場合がある。タイムパラドックスの存在がその根拠とされる。しかし、因果律自体が科学的客観的に証明された事実ではない以上、タイムマシンの存在を否定する根拠として用いるのは不適当である。「ただし、因果律について考察を行う場合には、仮にタイムマシンの存在を仮定してみることが必要不可欠である」という。

## 医療における因果関係の理解や誤解
医療の世界でも、大学病院の医療者ですら、原因と結果を混同あるいは勘違いしてしまう者がいるので注意が必要である。
また、医療行為自体が疾患の原因となってしまうことがあり、これを医原病という。
因果関係の幻想は、実際には無関係な2つの出来事の間に因果関係があるという信念を人々が発達させるときに発生する。健康、財政、幸福などの重要な生活分野に関連して悲惨な結果をもたらすことがある。